# Magda Torres Gurza
Magda Torres Gurza (Ciudad de México, 10 de mayo de 1974) es una pintora mexicana, dedicada principalmente al hiperrealismo.

## Biografía

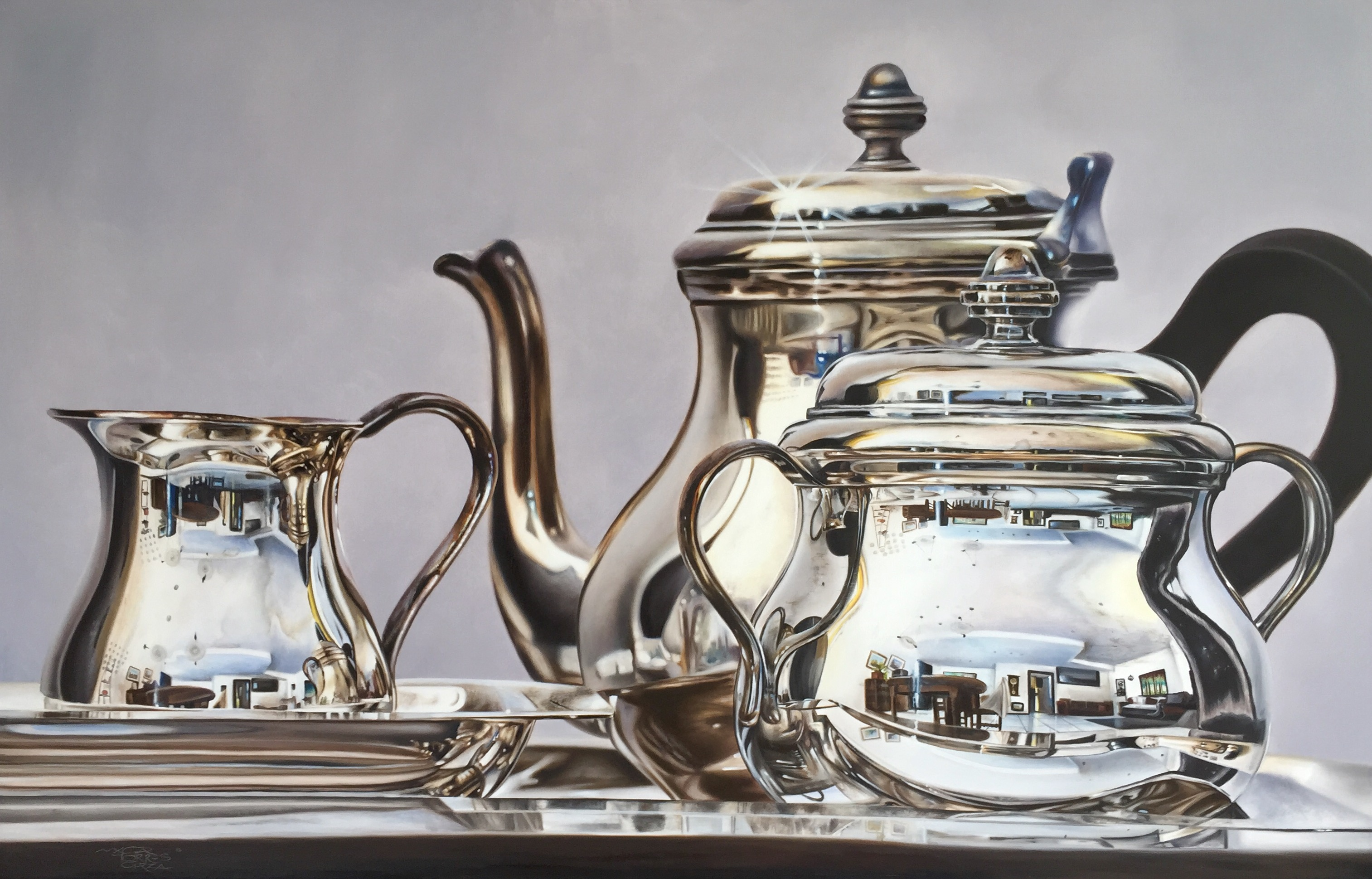
La hora del té, Óleo sobre tela, 90x140cm, 2015, Magda Torres Gurza

Desde pequeña queda cautivada en la esencia que guarda la pintura, en ese juego de tonalidades y luz reflejadas en los colores, apoyada por su madre pintora, se convierte en una forma de expresar la vida.
A causa de un fuerte accidente a los 18 años, que amenazó con la pérdida de la visión, decide entregarse de lleno a la labor de pintar.
Así inicia sus estudios en el Instituto Regional de Bellas Artes en el que obtiene la Mención Honorífica 1993, mismo año en el que realiza su primera exposición. 
La búsqueda por perfeccionar su trabajo la impulsa a cursar un diplomado en Historia del Arte y otro en Técnicas y Materiales para las Artes Visuales, así como la carrera de Fotografía. Intenta capturar el instante, los más pequeños detalles, sus estudios de óptica le permiten buscar no sólo en la mirada, sino en el propio ojo para ver cómo ve, para contarnos los secretos que se esconden en lo que siempre vemos, en lo que no observamos por simple y constante pero que de pronto, a través de su pintura nuevamente nos sorprende.
Entre 2002 y 2013 recibe múltiples reconocimientos como artista y maestra, por parte de Bellas Artes, el Consejo Nacional para la Cultura y las Artes y el Museo Casa Estudio de David Alfaro Siqueiros. 
Su labor altruista a través del arte ha dejado huella en niños de la calle atendidos en Ministerios de Amor, en donde buscan ofrecerles un mejor futuro. También ha impartido clase en pintores sin manos. Es este mismo espíritu el que la motiva a crear en 2013 el proyecto “Artistas al Cubo”, logrando reunir la participación de más de 550 artistas a nivel nacional e internacional, que a través de la transformación de un simple cubo en una obra de arte, misma que se subastara, en apoyar al tratamiento de niños con enfermedades terminales, como Cáncer y Sida, atendidos en el Hospital del Niño y Adolescente Morelense. Asimismo en 2013 participa con su arte en el proyecto Encorazona2, en apoyo a niños con deficiencias visuales. 

## Selección de muestras individuales y colectivas
- 2015 - Pieza del Mes, Museo Fundación Santiago Carbonell, México
- 2015 - Día Mundial del Arte, Museo José Luis Cuevas, México
- 2015 - Primera Bienal de Arte Barcelona, Museo Europeo de Arte Moderno, Barcelona, España[4]
- 2015 - Amsterdam International Art Fair,  Beurs Van Berlage, Ámsterdam, Holanda
- 2014 - Día Mundial del Arte, Museo José Luis Cuevas, México[5][6]
- 2014 - Spain Art Open House, Salamanca, España[7]
- 2014 - Para Dos, Museo Torres Bicentenario, Toluca, Estado de México, México
- 2013 - 8 in art Centro de Cultura de Santiago, República Dominicana
- 2012 - Taller MTG, Misión del Sol, Cuernavaca, México
- 2004 - Mujeres en el Arte, Instituto de Cultura de Morelos, México
- 2004 - La Tallera, Museo Casa Estudio de David Alfaro Siqueiros, Cuernavaca, México

## Selección de premios y distinciones
- 2013 - Primer lugar Mundial, Amérique Latín Art Competition, París , Francia
- 2013 - Pieza del Mes, Museo Torres Bicentenario, Toluca, Estado de México, México